# Дес Абботт
Дес Абботт (англ. Des Abbott, 10 січня 1986) — австралійський хокеїст на траві.
Бронзовий призер Олімпійських Ігор 2008 року.
Переможець Ігор Співдружності 2010 року.
Переможець Трофею чемпіонів 2008, 2009, 2010 років.